# Перуанский, Сергей Серафимович
Сергей Серафимович Перуанский (14 сентября 1938 — 20 августа 2022) — российский учёный, публицист и государственный деятель.
Окончил Казанский государственный университет, кандидат физико-математических наук. Преподавал там же.
В 1990—1993 гг. народный депутат РСФСР. 28 мая 1990 г. на Съезде народных депутатов выдвинул свою кандидатуру на пост Председателя Верховного Совета РСФСР, после непродолжительного обсуждения снял свою кандидатуру.
В декабре 1991 г. постановлением Правительства РСФСР был включён в состав академиков-учредителей Российской академии образования, однако в изменённый вариант этого списка, утверждённый в апреле 1992 г., не вошёл.
Скончался 20 августа 2022 г..